# Довгий Станіслав Олексійович
Станіслав Олексійович До́вгий (нар. 23 липня 1954, с. Ганно-Требинівка, Устинівський район, Кіровоградська область) — український науковець, фахівець у галузі обчислювальної математики та геодинаміки довкілля, підприємець, громадський, державний і політичний діяч. Кандидат технічних наук (1985), доктор фізико-математичних наук (1996), професор (1997), академік НАН України (2018), академік НАПН України (1999). Міністр у справах науки і технологій України (1998—1999). Народний депутат України IV, V і VI скликань. Виконувач обов'язків члена Президії НАН України (від 1998), президент Малої академії наук (від 2000), Заслужений діяч науки і техніки України (2001), почесний директор інституту телекомунікацій і глобального інформаційного простору НАН України. Син поета Олеся Довгого, брат політичного діяча і промисловця Тараса Довгого, батько політика Олеся Довгого.

## Життєпис
Станіслав Довгий навчався у Березнянській середній школі Менського району Чернігівської області та Київській середній школі № 6. Протягом 1971—1976  років навчався у Київському державному університеті ім. Т.Шевченка, факультет кібернетики, механіко-математичний факультет. Паралельно з навчанням у 1971—1972 роках працював лаборантом, викладачем фізики в Київській середній школі № 6, згодом, від 1972 до 1974 роки — лаборантом, інженером Інституту автоматики Міністерства приладобудування, засобів автоматизації та систем керування СРСР, м. Київ.
Закінчивши університет, у 1976—1991 роках працює в Інституті гідромеханіки НАНУ на посадах: інженер, старший інженер, молодший науковий працівник, завідувач групи, науковий працівник, старший науковий працівник, провідний науковий працівник, завідувач відділу. У 1985 році в тому ж інституті закінчив аспірантуру.
На початку 1980 років створив одну з перших комерційних компаній в Україні з розробки вітчизняного програмного забезпечення — Державне науково-виробниче підприємство «Топаз-інформ», де працював генеральним директором у 1991—1997 роках.
Від 1986 до 1996 року бере участь у ліквідації наслідків Чорнобильської катастрофи. Розроблена С. Довгим нестаціонарна нелінійна модель вихорових течій лягла в основу комплексного підходу до проблеми вивчення міграцій радіоактивних забруднень в атмосфері та гідросфері. В 1990—1994 він Генеральний конструктор організаційно-технічної системи «Інформ-Чорнобиль» Міністерства України з питань надзвичайних ситуацій та у справах захисту населення від наслідків Чорнобильської катастрофи, яка об'єднала бази даних понад 80 організацій різних відомств і стала головною в Україні. В 1991—1996 — Національний координатор проекту Європейської Комісії JSP-2 — «Створення загальноєвропейської системи підтримки прийняття рішень на випадок аварії на ядерних об'єктах з врахуванням досвіду ліквідації наслідків Чорнобильської катастрофи».
Від 1997 по 1998 роки очолює Український інститут досліджень навколишнього середовища і ресурсів при Раді національної безпеки і оборони України. В 1998 році цим інститутом і Мічиганським Інститутом досліджень навколишнього середовища (ERIM) засновано Український центр менеджменту землі і ресурсів (УЦМЗР).
В 1998—2002 роки Станіслав Довгий на державній службі: від 1998 до 1999 — Міністр у справах науки і технологій України, Член Кабінету Міністрів України; від 1999 — державний службовець I рангу; від 1999 до 2000 — голова Державного комітету України з питань науки та інтелектуальної власності; від 2000 до 2001 — голова правління відкритого акціонерного товариства «Укртелеком», від 2001 до 2002 — голова Державного комітету зв'язку та інформатизації України.
Від 2001 року працює в Інституті телекомунікацій і глобального інформаційного простору Національної академії наук України — директор-організатор, директор, почесний директор.
Батьки: Довгий Олексій Прокопович (8.08.1929-7.10.2017) — український поет, перекладач, пісняр, художній керівник Народного хору «Родень», Заслужений діяч мистецтв України; Довга Марія Іванівна (17.04.1929) — педагог, Заслужений працівник освіти України, викладач української мови та літератури.
Має трьох дітей: Довгий Олесь Станіславович (1.11.1980) — політик, Народний депутат України 8, 9-го скликань; Гуляєва Оксана Станіславівна (19.12.1984) — психолог, підприємець; Довгий Станіслав Станіславович (18.12.2007) — школяр.

## Наукова і педагогічна діяльність
Наукові інтереси Станіслава Довгого включають обчислювальну математику, математичне моделювання, обчислювальний та фізичний експеримент, геодинаміку навколишнього середовища, аерогідромеханіку, геофізику, екологію, інформаційно-комунікаційні технології. Він є автором понад 300 наукових праць, в тому числі 38 патентів та авторських свідоцтв, 42 монографій, підручників та енциклопедичних видань (самостійно та у співавторстві).
Наукову діяльність Станіслав Довгий поєднував із викладацькою роботою. Від 1979 до 1983 року він викладає «Математичний аналіз», «Теорію ймовірності», «Основи математичної фізики», працюючи на посаді доцента кафедри вищої математики в Інституті залізничного транспорту; від 1989 до 1995& роки — «Обчислювальну аеродинаміку», «Сингулярні інтегральні рівняння» на посаді професора кафедри обчислювальних методів в математиці Факультету кібернетики nbsp;— Київського державного університету імені Тараса Шевченка; у 1995—1998 і 1999—2000  роки — «Аеродинаміку літальних апаратів», «Обчислювальні методи в аеродинаміці», «Основи нелінійної аеродинаміки» на посаді професора кафедри Аеродинаміки літальних апаратів у Національному авіаційному університеті.
В 1996 році в Інституті гідромеханіки НАНУ захищає докторську дисертацію «Нестаціонарна нелінійна гідроаеродинаміка крил, що коливаються в обмежених потоках» і здобуває звання доктора фізико-математичних наук.
Від 1997 року — він професор, член-кореспондент Національної академії наук України (Відділення наук про Землю, геодинаміка навколишнього середовища), від 1999 року — член-кореспондент Національної академії педагогічних наук України (Відділення педагогіки та психології вищої школи).
Від 2000 по 2005 роки Станіслав Довгий завідує кафедрою наукових аналітичних і екологічних приладів і систем Приладобудівного факультету в «Київській політехніці» де викладає «Математичне моделювання в екології» та «Інформаційні системи».;
У 2010 році він обраний академіком Національної академії педагогічних наук України (Відділення загальної середньої освіти; станом на 2025 — Відділення загальної середньої освіти і цифровізації освітніх систем), у 2013 — академіком Європейської академії наук, мистецтв і літератури.
2016—2019 роки бере участь у розробці підручника з фізики для закладів загальної середньої освіти для 7-11 класів — авторський колектив: Бар'яхтар В. Г., Довгий С. О., Божинова Ф. Я., Кірюхіна О. О., за ред. В. Бар'яхтара та С. Довгого, Видавництво «Ранок», Харків). Підручник проходить апробацію в Малій академії наук України.
Від 2018 року — він академік Національної академії наук України (Відділення наук про Землю, геодинаміка геологічного середовища).
Станіслав Довгий виховав 30 кандидатів і докторів наук, створив наукову школу з нелінійної нестаціонарної динаміки, що поєднує аналітичні, обчислювальні та експериментальні методи
Основні праці:
- Вихревые движения жидкости в атмосфере и водных потоках. 1996;
- Інформатизація аерокосмічного землезнавства. 2001 (співавтор);
- Метод сингулярних інтегральних рівнянь. Теорія за- стосування. 2004 (співавтор).

## Громадська і політична діяльність
Від 1998 року Станіслав Довгий — член Президії, в.о. члена Президії Національної академії наук України; в 1998—2001 — член Президії Вищої атестаційної комісії України; в 1999—2002 — голова Ради з питань інтелектуальної власності та трансферу технологій при Президентові України.
2002—2006 роки — Народний депутат України IV скликання, Перший заступник Голови Комітету Верховної Ради України з питань будівництва, транспорту, житлово-комунального господарства і зв'язку, Секретар Спеціальної комісії ВР України з питань майбутнього, співголова групи «Воля народу» (січень — березень 2005), співголова фракції ПППУ (з березня 2005);
Від 2004 до 2007 роки — він віце-президент Українського союзу промисловців і підприємців України; від 2004 до 2015 — член Міжвідомчої комісії з науково-технологічної безпеки України при Раді національної безпеки і оборони України; від 2005 до 2007 — віце-президент Федерації роботодавців України;
2006—2007 роки — Народний депутат України V скликання, Член Комітету Верховної Ради України з питань бюджету, член постійної делегації України у Парламентській асамблеї Ради Європи, голова депутатської групи Верховної Ради України з міжпарламентських зв'язків з Таїландом.
2007—2012 роки — Народний депутат України VI скликання, Член Комітету Верховної Ради України з питань бюджету, співголова депутатської групи ВРУ з міжпарламентських зв'язків з Чорногорією, заступник голови депутатських груп ВРУ з міжпарламентських зв'язків з Німеччиною та Францією.
Поточні громадські обов'язки (станом на серпень 2023)
- Президент Малої академії наук України, Центру ЮНЕСКО з наукової освіти (з 2000);
- член Комітету з Державних премій України в галузі науки і техніки (з 2005);
- головний редактор і член редколегій ряду наукових періодичних видань (з 2005);
- голова Спеціалізованої вченої ради по захисту докторських і кандидатських дисертацій за спеціальностями: «Математичне моделювання» та «Інформаційно-комунікаційні технології», член Спеціалізованої вченої ради по захисту докторських і кандидатських дисертацій за спеціальностями «Математичне моделювання» та «Інформаційні технології» (з 2008);
- член Президії Європейської Академії наук, мистецтв і літератури (з 2013);
- Почесний консул Чорногорії в Україні (з 2013);
- член Національної комісії України у справах ЮНЕСКО (з 2013);
- член Ради, голова Менського відділення Чернігівського земляцтва.[11]

## Відзнаки
- Заслужений діяч науки і техніки України (2001).[12]
- лауреат Державної премії України в галузі науки і техніки — за цикл наукових праць «Розв'язання проблем раціонального природокористування методами аерокосмічного зондування Землі та моделювання геодинамічних процесів» (2005, в складі колективу, керівник проекту).
- лауреат Державної премії України в галузі освіти за цикл робіт "Всеукраїнський освітній Інтернет-портал «Острів знань» (2012, в складі колективу, керівник проекту);
- кавалер Ордена «За заслуги» I ст. (27 червня 2012)[13], II ст. (23 жовтня 2009)[14], III ст. (12 серпня 2004)[15];
- лауреат Державної премії України в галузі освіти — за розробку науково-освітнього порталу «Тарас Шевченко» (2017, керівник колективу у 2010—2014).
- Орден князя Ярослава Мудрого V ступеня (2019);
- Почесна грамота Верховної Ради України;
- Почесна грамота Кабінету Міністрів України (16 травня 2002);
- Відомчі відзнаки і нагороди Міністерства освіти і науки України, Міністерства внутрішніх справ України, Міністерства транспорту та зв'язку України, Міністерства культури і туризму України, Міністерства оборони України, Національної академії наук України, Національної академії педагогічних наук України, Української православної церкви, Православної церкви України та ряду міжнародних організацій і установ;
- Міжнародна літературна премія ім. М. В. Гоголя — за внесок у популяризацію шевченківської спадщини в Україні та за кордоном (2015)[16];
- Премія ім. М. О. Лукаша — за популяризацію української культури в Україні та за її межами;
- Премія НАН України імені В. С. Михалевича за цикл робіт «Аналіз деяких класів багатокомпонентних розподілених систем» (2008);[17]
- Премія НАН України імені А. О. Дородніцина — за цикл робіт «Методи, алгоритми, інформаційні технології комплексного аналізу складних об'єктів» (Премії НАН України імені видатних учених України — лауреати 2013)[18]
- Премія НАН України імені О. К. Антонова — за серію праць «Теоретичне та науково-практичне забезпечення покращення аеродинамічних характеристик крил і літальних апаратів при створенні перспективної авіаційної техніки» (2019)[19]
- Малій планеті № 12189 Сонячної системи присвоєно ім'я «Довгий».